# Ragozinka
Koordinaten: 58° 44′ 0″ N, 61° 48′ 0″ O
Ragozinka ist ein Einschlagkrater im russischen Uralgebirge.
Der Krater hat einen Durchmesser von neun Kilometern, sein Alter wird auf 46 ± 3 Millionen Jahre geschätzt. Auf der Erdoberfläche ist die Impaktstruktur nicht zu sehen.